# 岩手県道135号摺沢停車場線
岩手県道135号摺沢停車場線（いわてけんどう135ごう すりさわていしゃじょうせん）は、岩手県一関市を通る一般県道である。

## 概要
摺沢駅から南へ延び、今泉街道を東に進んで国道456号交点に至る。

### 路線データ
- 起点：摺沢停車場（摺沢駅）
- 終点：一関市大東町摺沢字四ツ角（国道456号交点）

## 地理

### 通過する自治体
- 岩手県
  - 一関市

### 交差する道路
- 国道456号（一関市大東町摺沢、終点）

### 沿線の施設など
- JR摺沢駅